# Gudea

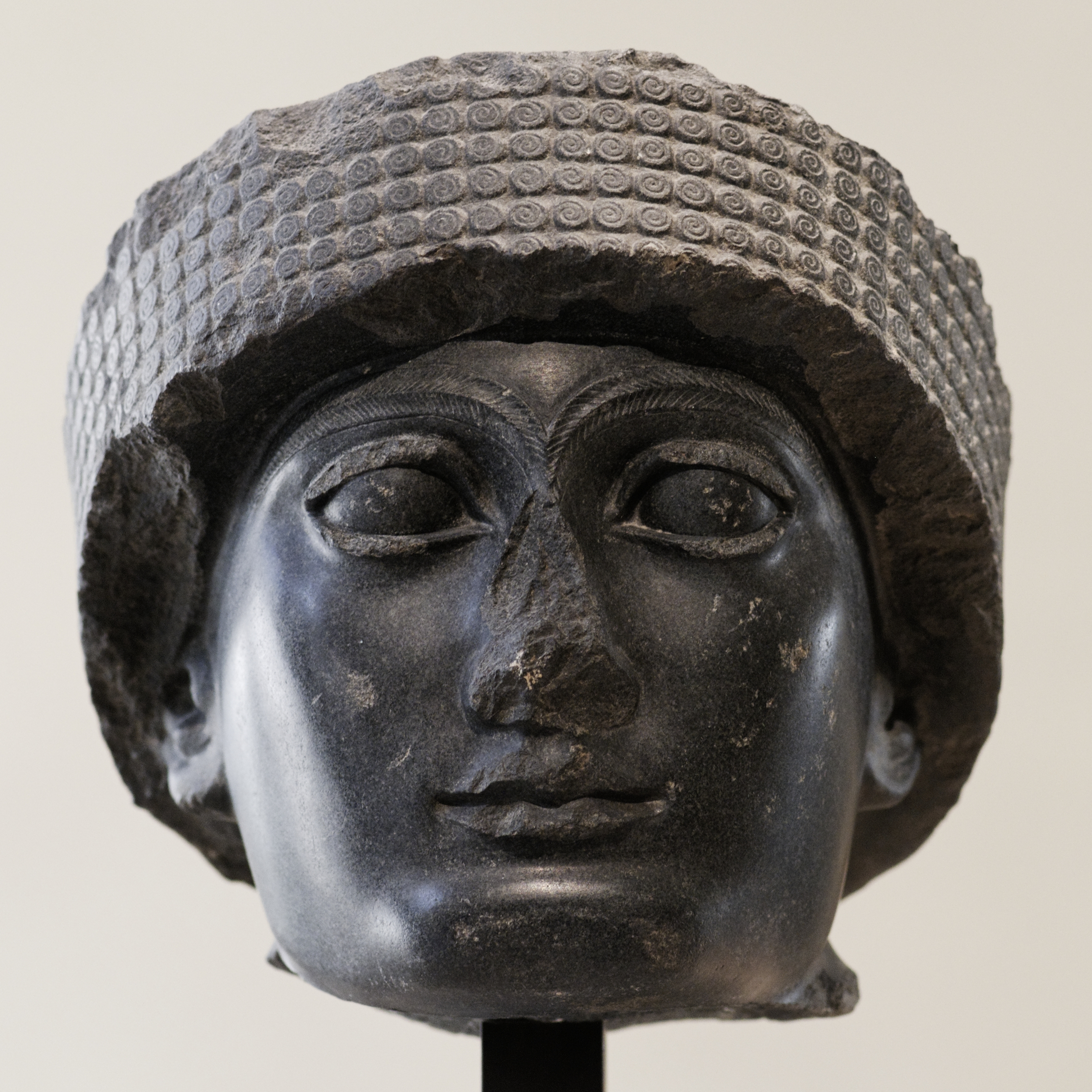
Gudea.

Gudea (en sumeri 𒅗𒌤𒀀 gu.de.a) va ser ensi (governant) de Lagaix entre els anys 2144 aC i 2124 aC. Va succeir el seu sogre Urbaba, i és per això que se'l considera un usurpador. Abans del seu regnat, els reis de Lagaix només tenien el títol d'ensi, però Gudea es va fer dir "déu de Lagaix", almenys una vegada.
De Gudea, consta el domini sobre Lagaix, Girsu, que probablement va ser la capital del regne de Lagaix, Ur, Eridu, Nippur, Adab, Uruk i Badtibira. Segons un document mutilat però intel·ligible, el seu territori abastava uns 1600 km2, on hi havia disset "ciutats principals" i vuit "capitals de partit", a més de poblets i petites poblacions camperoles, de les que es coneix el nom d'almenys unes quaranta. Es fa esment d'una expedició als regnes d'Elam (Susa) i d'Anshan, però sembla que va ser una expedició de càstig per una expedició anterior elamita, més que no de conquesta. Es creu que Gudea va ser, doncs, un rei relativament pacífic, que buscava més el comerç que la dominació.
Va comerciar amb Dilmun, Melukhkha i Magan i un país de nom Gubin, que se suposa que és Djebel al-Akhdar, al fons del Golf d'Oman. Uns altres llocs on va arribar el comerç de Lagaix van ser: la regió muntanyosa de Bakhtiar, Adamdun, Aratta, Kimash, Kalagad (al nord de Djebel al-Hamrin), Magda i Barme (a l'entorn de Kirkuk), de les regions de l'Eufrates mitjà i Síria, de Basalla o Basar, i de la veïna Tidan, d'Urshu, d'Ebla a l'alt Eufrates; del Taure, de Menua, de Khakhkhum, i de la muntanya Uringeraz (cap a la zona del Taure).
Consten, en el seu regnat, la construcció de canals, sistemes de reg, obres de sanejament, obres d'urbanisme, construcció de santuaris i fabricació d'objectes d'art. Uns poemes esmenten la reconstrucció i la inauguració del santuari d'Eninnu al déu nacional Ningirsu. La prosperitat va continuar amb els reis Ur-Ningirsu i Pirigme, que el van succeir.